# خيسوس غونزاليس
خيسوس غونزاليس (بالإنجليزية: Jesus Gonzalez)‏ (19 سبتمبر 1991 بباسادينا في الولايات المتحدة - ) هو لاعب كرة قدم أمريكي في مركز الوسط. لعب مع Cal FC ‏ وأتلانتا سيلفرباكس.